# U 38 (U-Boot, 1914)
U 38 war ein U-Boot der deutschen Kaiserlichen Marine.

## Bau und Indienststellung
Das Boot war ein sogenanntes Zweihüllenboot, als Hochseeboot in einem Amtsentwurf konzipiert. Die Entwürfe U 31 bis U 41 kamen von der Germaniawerft in Kiel. Maßgeblich verantwortlich für die Entwicklung dieses Typs war der Ingenieur Hans Techel.
Das Boot wurde am 12. Juni 1912 in Auftrag gegeben und am 25. Februar 1913 auf Kiel gelegt. Der Stapellauf war am 9. September 1914 und am 15. Dezember 1914 wurde es unter dem Kommando von Kapitänleutnant Max Valentiner in Dienst gestellt.

## Technik
Das Boot war 64,7 m lang und 6,32 m breit und hatte einen Tiefgang von 3,56 m sowie eine Verdrängung von 685 Tonnen über und 878 Tonnen unter Wasser. Die Besatzung bestand aus 35 Mann, darunter vier Offiziere. Die Maschinen für die Überwasserfahrt waren zwei Sechs-Zylinder-Viertakt-Dieselmotoren, die bei der Germaniawerft gebaut wurden und zusammen eine Leistung von 1.361 kW (1.850 PS) hatten. Zur Unterwasserfahrt kamen zwei SSW-Doppel-Modyn-Elektromotoren mit zusammen 880 kW (1.200 PS) zum Einsatz. Damit waren Geschwindigkeiten von 16,4 kn über Wasser bzw. 9,7 kn unter Wasser möglich. Der Aktionsradius betrug bis zu 8790 NM bei Überwasserfahrt. Bei getauchter Fahrt mit 5 kn Marschgeschwindigkeit wurden 80 NM erreicht. Die maximale Tauchtiefe betrug 50 Meter. Die sechs mitgeführten Torpedos konnten über zwei Bug- und zwei Heckrohre verschossen werden. Das 8,8-cm-Schnellfeuergeschütze auf dem Deck wurde 1916/17 durch eines mit 10,5-cm-Kaliber ersetzt.

## Einsätze und Verbleib
U 38 führte insgesamt 21 Feindfahrten durch, auf denen 136 Handelsschiffe der Entente mit einer Gesamttonnage von 292.977 BRT und ein Kriegsschiff mit 627 ts versenkt wurden. Lediglich U 35 und U 39 waren noch erfolgreicher. Nach anderen Quellen waren es 138 Handelsschiffe mit einer Gesamttonnage von 292.454 BRT sowie acht beschädigte Schiffe mit 33.669 BRT und drei, die als Prise aufgebracht wurden mit 3.550 BRT. Ein Kriegsschiff mit 680 ts wurde versenkt und eines mit 10,850 ts beschädigt.
Am 4. August 1915 lief U 38 von Helgoland zu seiner sechsten Feindfahrt aus. Es war, zusammen mit U 27, für eine Sonderaufgabe vorgesehen. An der Nordküste von Wales sollten drei deutsche Kriegsgefangene an Bord genommen werden. Sie waren aus ihrem Lager bei Denbigh, nur 65 Kilometer von der Küste entfernt, entflohen. Die Aktion war seit längerer Zeit, über einen geheimen Nachrichtenaustausch mit dem Führer der Unterseeboote (F.d.U), Fregattenkapitän Hermann Bauer, vorbereitet worden. In der Nacht vom 14. zum 15. August 1915 sollten die Kapitänleutnante von Hennig (Kommandant von U 18) und Tholens (Erster Offizier der Mainz), nebst einem Heeresoffizier, von einem U-Boot aufgenommen werden. Am Abend des 13. August trafen sich U 38 und U 27 in der Bucht von Liverpool. Beide Kommandanten vereinbarten, dass U 38 die Aufgabe durchführen sollte. U 27 (Kapitänleutnant Bernd Wegener) lief nach Süden, durch den St.-Georgs-Kanal, um weiter Handelskrieg zu führen. Sechs Tage später fiel es, westlich der Scilly-Inseln, der U-Boot-Falle Baralong zum Opfer (siehe Baralong-Zwischenfall).
Zur vereinbarten Zeit wartete U 38 vergeblich vor der nordwalisischen Küste bei Great Ormes Head. In der nächsten Nacht unternahm Kapitänleutnant Max Valentiner einen zweiten Versuch, der ebenfalls fehlschlug. Erst zwölf Jahre später stellte sich heraus, dass die drei deutschen Offiziere zur richtigen Zeit am Treffpunkt waren. Ein ins Meer ragender Felsen teilt den Strand bei Great Ormes Head in zwei Buchten. Das U-Boot hatte unglücklicherweise vor der anderen Bucht gewartet, als vor der, in der sich die drei Flüchtlinge aufhielten. Obwohl beide Parteien nur knappe hundert Meter voneinander entfernt waren und mehrfach Lichtsignale gaben, konnten sie sich nicht sehen. Noch in derselben Nacht wurden die drei Deutschen wieder eingefangen. U 38 setzte nun die Fahrt fort. Am 29. August lief es wieder ein und hatte insgesamt 22 Dampfer, fünf Fischdampfer sowie drei Segler mit 74.194 BRT versenkt. Es war die erfolgreichste Feindfahrt in den Gewässern um Großbritannien.
Die siebente Fahrt (20. Oktober – 11. November 1915) führte U 38, auf einen Antrag des Kommandanten, ins Mittelmeer, wo das Boot zur U-Flottille Pola kam. Diesmal wurden 14 Schiffe mit 47.460 BRT versenkt. Die nächsten Operationen erfolgten von den Stützpunkten Cattaro und Pola aus. Darunter war ein ungewöhnlicher Auftrag: Am 9. Dezember 1915 verließ U 38 Cattaro zur Versorgung des islamischen Senussi-Ordens mit Material und Personal. Die Senussi kämpften in der libyschen Wüste gegen die britische und italienische Kolonialmacht, was im Interesse der Mittelmächte lag. Dazu nahm U 38 das mit Fracht beladene, kleinere U-Boot UC 12 in Schlepp. In der Straße von Otranto musste das Schlepptau aufgrund von feindlichen Überwasserstreitkräften gelöst werden. Die beiden Boote konnten sich danach nicht mehr wiederfinden, so dass U 38 seine Fahrt allein fortsetzte, um schließlich Bardia an der libyschen Küste zu erreichen.
Später wurde U 38 nach Konstantinopel verlegt. Von dort aus machte das Boot im Sommer 1916 zwei Fahrten im Schwarzen Meer, die aber ohne Erfolg blieben. Die 13. Feindfahrt führte U 38 am 7. September 1916 wieder nach Cattaro zurück, wobei weitere 24 Schiffe mit 50.113 BRT versenkt werden konnten. Auf dem nächsten Einsatz stieß das Boot bis in den Atlantik vor. Auf der Reede von Funchal (Madeira) wurden das französische Kanonenboot Surprise und der französische U-Boot-Transporter Kanguroo am 3. Dezember 1916 versenkt. Um Brennstoff zu sparen, hatte Valentiner sein Boot zeitweise von der norwegischen Prise Solvang schleppen lassen. Am 23. Dezember 1916 lief U 38 wieder in Cattaro ein. Außer der Surprise und der Kanguroo hatte es zwölf Handelsschiffe mit 31.710 BRT versenkt. Valentiner wurde drei Tage später mit dem Pour le Mérite ausgezeichnet. Nach der 18. Fahrt gab er das Kommando über U 38 im September 1917 ab. Er hatte mit diesem Boot 134 Handelsschiffe mit 290.282 BRT sowie ein Kriegsschiff mit 627 t versenkt.
U 38 machte bis Kriegsende noch drei weitere Feindfahrten.

### Versenkte Schiffe (Auswahl)
1. Am 28. Juni 1915 der Liniendampfer Armenian (8.825 BRT)[13]
2. Mit U 20 zusammen der Pferdetransporter Anglo-Californian (7.333 BRT)
3. Der französische Truppentransporter France IV (4.025 BRT)
4. Am 19. Juli 1917 der britische Truppentransporter Eloby (6.545 BRT)[14]
5. Am 7. November 1915 das italienische Passagierschiff Ancona (8.210 BRT)[15]
6. Am 30. Dezember 1915 der britische Liniendampfer Persia (7.974 BRT)[16]
7. Am 30. Dezember 1915 der britische Transporter Clan Macfarlane (4.823 BRT)[17]
8. Am 21. Dezember 1915 der japanische Liniendampfer Yasaka Maru (10.932 BRT)[18][19]
9. Am 9. Februar 1916 den britischen Dampfer Springwell (5.593 BRT).[20]
10. Am 25. November 1916 den griechischen Dampfer Michael (2.410 BRT).[21]
11. Am 26. November 1916 den US-Dampfer Chemung (2.615 BRT).[22]
12. Am 4. Dezember 1916 französisches Kanonenboot Surprise (627 ts) versenkt[10][11]
13. Am 4. Dezember 1916 den französischen Dampfer Datia versenkt.
14. Am 4. Dezember 1916 das U-Boot-Mutterschiff Kanguroo versenkt[12]

## Kommandanten
| Dienstgrad           | Name                   | von                | bis                |
| -------------------- | ---------------------- | ------------------ | ------------------ |
| Kapitänleutnant      | Max Valentiner         | 5. Dezember 1914   | 15. September 1917 |
| Kapitänleutnant      | Wilhelm Canaris        | 16. September 1917 | 15. November 1917  |
| Oberleutnant zur See | Hans-Heinrich Wurmbach | 16. November 1917  | 18. Januar 1918    |
| Kapitänleutnant      | Clemens Wickel         | 19. Januar 1918    | 11. November 1918  |